# Ludovico degli Arrighi
Pour les articles homonymes, voir Arrighi et Vicentino.

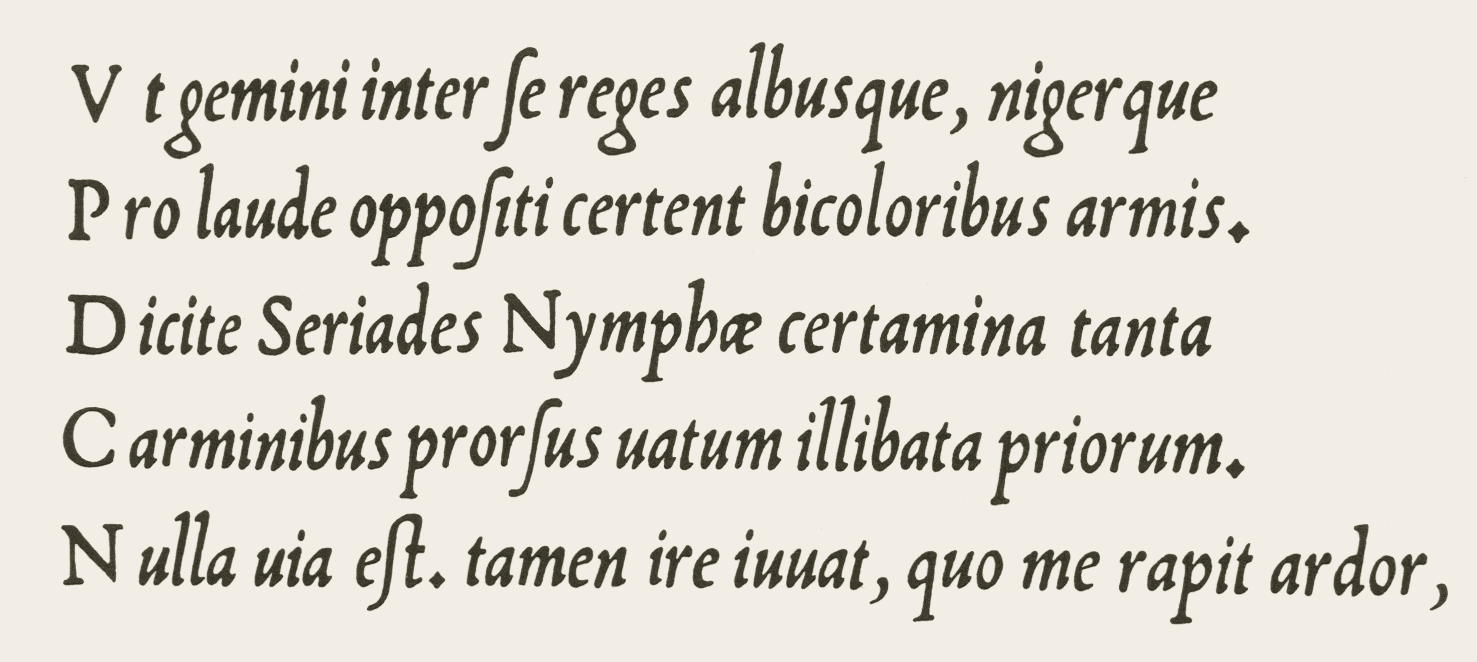
Caractère italique d’Arrighi vers 1527.

Ludovico degli Arrighi, dit Vicentino, né vers 1475 et décédé en 1527, est un scribe papal et typographe italien de la Renaissance.